# Admannshagen-Bargeshagen
Admannshagen-Bargeshagen é um município da Alemanha, situado no distrito de Rostock, no estado de Mecklemburgo-Pomerânia Ocidental. Tem 15,68 km² de área, e sua população em 2019 foi estimada em 2.895 habitantes.